# Riksidrottsmuseet

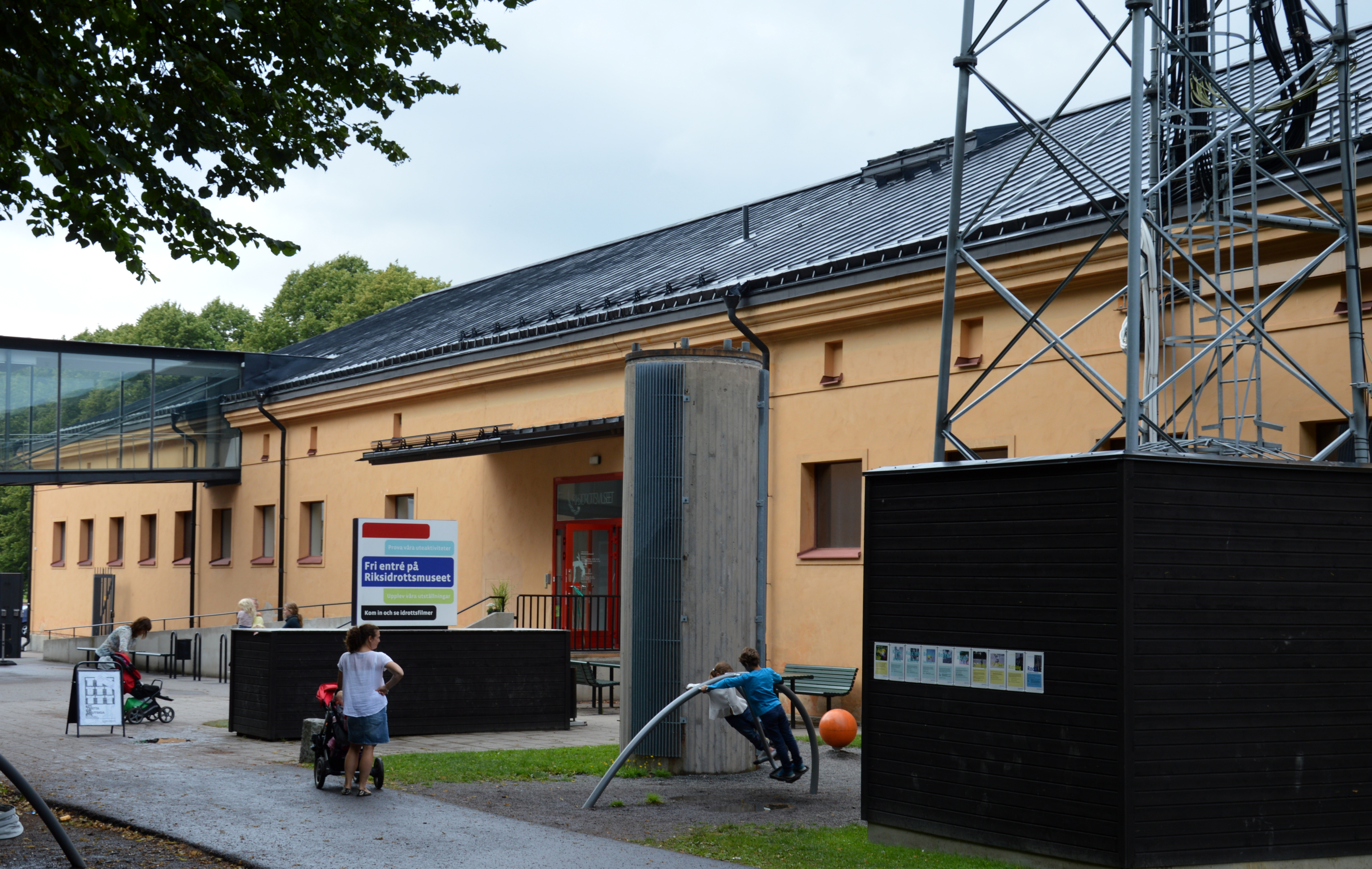
Riksidrottsmuseet

Das Riksidrottsmuseet (deutsch Nationales Sportmuseum) ist ein Sportmuseum in Stockholm.

## Lage
Es liegt im zur schwedischen Hauptstadt Stockholm gehörenden Stadtbezirk Östermalm an der Adresse Djurgårdsbrunnsvägen 26. In unmittelbarer Umgebung befinden sich das Ethnografische Museum, das Technische Museum, das Seehistorische Museum sowie das im gleichen Gebäude untergebrachte Polizeimuseum.

## Einrichtung und Geschichte
Das Museum wurde 1992 gegründet und war bis 1997 zunächst in Räumlichkeiten am Globen untergebracht. Es befasst sich auf zwei Etagen vor allem mit der schwedischen Sportgeschichte. Darüber hinaus gibt es für die Besucher Möglichkeiten, die eigene Reaktion, Geschicklichkeit und Leistungsfähigkeit zu testen. Die Ausstellungen sind in Schwedisch und vereinzelt in Englisch erläutert.